# Cyanea pohaku
Cyanea pohaku ist eine ausgestorbene Pflanzenart aus der Gattung Cyanea innerhalb der Familie der Glockenblumengewächse (Campanulaceae). Sie war auf der hawaiischen Insel Maui endemisch.

## Beschreibung

### Vegetative Merkmale
Cyamea pohaku war ein verzweigter Baum, der Wuchshöhen von 7 Metern erreichte. Die fleischigen, verkehrt-lanzettlichen Laubblätter waren 16 bis 30 Zentimeter lang. Die Blattoberseite war dunkelgrün, die Blattunterseite hellgrün. Die Mittelrippe war dick hervorstehend. Die Blattadern waren eingedrückt und durchsichtig. Der obere Blattrand war gekerbt, der untere ganzrandig.

### Generative Merkmale
Der hängende Blütenstand war fast 1 Meter lang. Jeder Blütenstand hat vier bis acht Blüten enthalten. Die sanft gekrümmte, grünlich-weiße Blüte waren bis zu 45 Millimeter lang. Die Früchte sind unbekannt.

## Vorkommen
Cyanea pohaku wurde an den nordwestlichen Hängen des Mount Haleakala am Krater Puunianiau in einer Höhenlage von 2130 Meter entdeckt. Der Lebensraum war subalpines Buschland mit Asche- oder Lavaböden.

## Aussterben
Cyanea pohaku ist nur von drei Herbarexemplaren bekannt, die im Oktober 1910 von Joseph Francis Rock gesammelt wurden. 1918 besuchte Rock erneut den Fundort und konnte kein Exemplar mehr nachweisen. Als Hauptursache gilt die Umwandlung des halbtrockenen und trockenen Buschlands in Weideland und die Zerstörung der endemischen Vegetation durch Ziegen.

## Taxonomie
Joseph Francis Rock erwähnte diese Pflanzenart 1913 in seinem Werk The Indigenous Trees of the Hawaiian Islands unter dem Namen Clermontia haleakalensis. Er entdeckte sie am 11. Oktober 1910. 1988 wurde sie von Thomas G. Lammers unter dem Namen Cyanea pohaku in Systematic Botany; Quarterly Journal of the American Society of Plant Taxonomists, Band 13, Teil 3, Seite 503 mit dem neuen Namen versehen. Das Artepitheton pohaku ehrt Joseph Rock, da pohaku das hawaiianische Wort für „Rock“ ist. Der neue Artepitheton pohaku war notwendig, da es schon den Namen Cyanea haleakalaensis gab, die Harold St.John 1971 für eine andere Art vergeben hatte.